# Qui suis-je ? (film)
Pour plus de détails, voir Fiche technique et Distribution.
Qui suis-je ? (Who Am I? ; Ngo si seoi) est un film hongkongais réalisé par Benny Chan et Jackie Chan, sorti en 1998.

## Synopsis
Seul survivant d'un commando envoyé en Afrique pour y subtiliser une nouvelle arme très puissante, Jackie est recueilli par des autochtones qui le surnomment « Who Am I », les seuls mots qui sortent de la bouche de Jackie devenu amnésique. Lorsqu'il rejoint la civilisation, son seul but est de retrouver son identité et le traître qui les a vendus et a causé la mort de toute son équipe.

## Fiche technique
- Titre : Who Am I ?
- Titre original : Ngo si seoi
- Titre français : Qui Suis-Je ?
- Réalisation  : Benny Chan et Jackie Chan
- Scénario : Jackie Chan, Susan Chan et Lee Reynolds
- Musique  : Nathan Wang
- Photographie : Poon Hang Sang
- Montage : Peter Cheung, Yau Chi Wai
- Décors : Oliver Wong, Brent Houghton
- Costumes : Thomas Chong
- Pays d'origine : Hong Kong
- Format : Couleurs - 2,35:1 - Dolby Digital - 35 mm
- Genre : Action, Comédie, Aventure
- Durée : 120 minutes
- Date de sortie : 
  - Hong Kong : 17 janvier 1998

## Distribution
- Jackie Chan (VF : Jean-Philippe Puymartin ; VQ : François L'Écuyer) : Jackie (a.k.a. Whoami)
- Michelle Ferre (VQ : Camille Cyr-Desmarais) : Christine Stark
- Mirai Yamamoto : Yuki
- Ron Smerczak (VQ : Daniel Picard) : Morgan
- Ed Nelson (VQ : Hubert Fielden) : Général Sherman
- Tom Pompert : Président de la CIA
- Gloria Simon : Secrétaire de la CIA

 Source et légende : version québécoise (VQ) sur Doublage.qc.ca